# Păușești-Măglași
Păușești-Măglași es una comuna ubicada en el distrito Vâlcea, Rumania.

## Superficie
Posee una superficie de 31,55 kilómetros cuadrados.

## Demografía
Hasta 2021 la población era de 3929 habitantes, con una densidad de población de 124,5 habitantes por kilómetro cuadrado.